# Derkacze (rejon starokonstantynowski)
Derkacze, wieś w rejonie starokonstantynowskim obwodu chmielnickiego. Sąsiaduje z Pilawcami.
Prywatna wieś szlachecka, położona w województwie wołyńskim, w 1739 roku należała do klucza Konstantynów Lubomirskich. 